# 篠ノ井バイパス

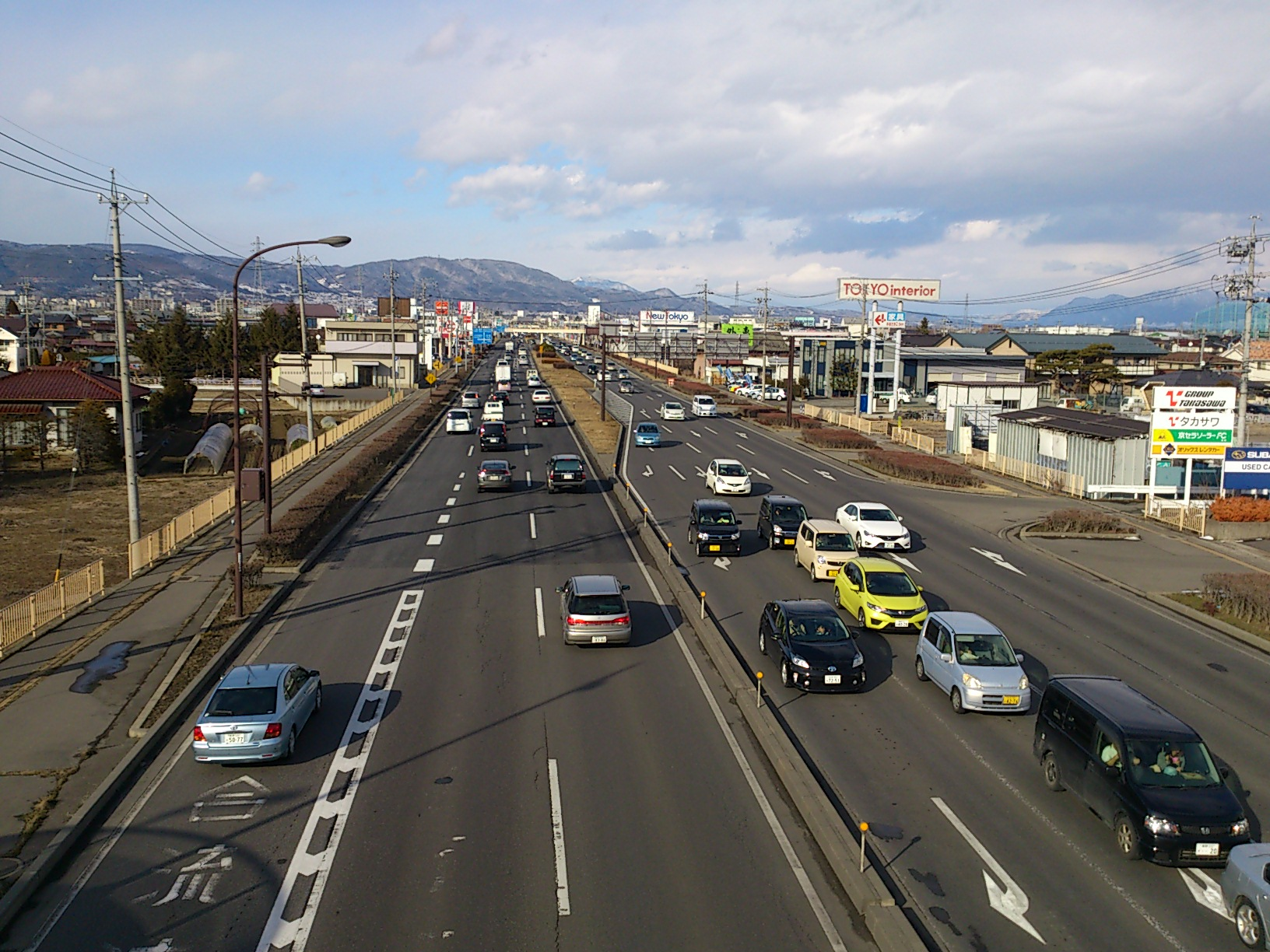
大塚南交差点から長野大橋方面を望む

篠ノ井バイパス（しののいバイパス）は、開通以前の国道18号（現在の長野県道77号長野上田線）が、旧篠ノ井市区域と旧川中島町区域で引き起こしていた、深刻な交通渋滞の解消を目的に建設された、国道18号、国道117号のバイパスである。

## 概要
- 起点 : 長野県長野市篠ノ井塩崎（篠ノ井橋北）
- 終点 : 長野県長野市青木島町大塚（大塚）
- 全長 : 7.8km
- 道路規格 : 3種1級
- 設計速度 : 80km/h
- 幅員 : 29m
- 車線数 : 4車線
- 事業費 : 161億9700万円

1970年（昭和45年）に事業化されたが、オイルショックの影響や用地買収の難航などにより、全線4車線開通するまで17年の歳月が費やされた。現在立体交差点はないが、古戦場入口交差点の立体化の計画などがある。ほぼ全線にわたり駐停車禁止である。

## 地理
- 長野南警察署
- 長野オリンピックスタジアム（南長野運動公園）

## 交差する道路
- 上側が起点側、下側が終点側。左側が上り側、右側が下り側。
- 交差する道路の特記がないものは市道。

| 交差する道路                                  | 交差する道路                                           | 交差する場所 | 高崎から (km) |
| --------------------------------------------- | ------------------------------------------------------ | ------------ | ------------- |
| 国道18号（上田篠ノ井バイパス） 小諸・上田方面 |                                                        |              |               |
| -                                             | 県道77号長野上田線（塩崎バイパス） 県道335号森篠ノ井線 | 篠ノ井橋北   |               |
| 県道387号清野篠ノ井停車場線                   | 県道387号清野篠ノ井停車場線                            | 御幣川横田   |               |
| 県道385号松代篠ノ井線                         | 県道385号松代篠ノ井線                                  | 南警察署西   |               |
|                                               | 県道86号戸隠篠ノ井線                                   |              |               |
| 県道35号長野真田線                            | 県道35号長野真田線                                     | 古戦場入口   | 111.6         |
| 県道382号中村金井山停車場線                   | 県道445号川合川中島線                                  | いき         |               |
| 県道372号三才大豆島中御所線                   | 国道19号（長野南バイパス）                             | 大塚南       | 113.2         |
| 県道380号関崎川中島停車場線                   | 国道117号                                              | 大塚         | 113.8         |
| 国道18号 上越・妙高方面                       |                                                        |              |               |

## 沿革
- 1970年（昭和45年） : 事業化。
- 1975年（昭和50年）11月 : 建設開始。
- 1981年（昭和56年）4月4日 : 青木島 - 小森5.5km暫定2車線開通。
- 1982年（昭和57年）4月2日 : 暫定2車線全線開通[1]。
- 1987年（昭和62年）7月 : 4車線化着手（年度内全線4車線開通）

## 交通量
2005年度（平成17年度道路交通センサスより）
平日24時間交通量（台）
- 長野市下布施1337-1 : 41,315
- 長野市青木島町大塚6113 : 62,714